# Ehren McGhehey
Ehren McGhehey (29. studenoga 1976., McMinnville, Oregon, SAD) je američki glumac, scenarist i kaskaderski performer koji je najpoznatiji je kao sudionik reality serije Jackass koja se prikazivala na MTV-u te njezinih kasnijih filmskih ekranizacija.

## Filmska karijera
Nakon što je McGhehey zbog ozljede napustio profesionalnu snowboarder karijeru, u Portlandu se zaposlio u trgovini skijaškom opremom. Ubrzo ga je uočio redatelj Jackassa, Jeff Tremaine koji ga je uveo u tim. Ehrenov moto prije izvođenja skečeva u Jackassu bio je: "Sigurnost na prvom mjestu". Ostali članovi u serijalu nadjenuli su mu nadimak Danger Ehren (hrv. Opasni Ehren) te su mu često smještali podvale od kojih je najpoznatija scena "Terror Taxi" u kojoj je Ehren preobučen u arapskog terorista namjeravao "izazvati" eksploziju na aerodromu.
Kada ne radi na filmskim ili televizijskim projektima, Ehren McGhehey vodi vlastitu trgovinu skijaškom opremom u rodnom McMinnvilleu u Oregonu.

## Filmografija

### Filmovi
| Godina | Film               |
| ------ | ------------------ |
| 2002.  | Jackass: The Movie |
| 2006.  | Jackass Number Two |
| 2007.  | Jackass 2.5        |
| 2010.  | Jackass 3D         |
| 2011.  | Jackass 3.5        |

### Televizija
| Godina        | Film               |
| ------------- | ------------------ |
| 2000. – 2002. | Jackass            |
| 2007.         | Bam's Unholy Union |

## Vanjske poveznice
- Profil glumca na IMDB.com[neaktivna poveznica]